# Mistrzostwa Polski w gimnastyce artystycznej
Mistrzostwa Polski w gimnastyce artystycznej – najważniejsze zawody krajowe w gimnastyce artystycznej. Organizowane są przez Polski Związek Gimnastyczny. Pierwsze mistrzostwa Polski odbyły się w 1956 roku.

## Medalistki
| Lp  | Rok  | Miejsce          | 1 miejsce                                         | 2 miejsce                                      | 3 miejsce                                         |
| --- | ---- | ---------------- | ------------------------------------------------- | ---------------------------------------------- | ------------------------------------------------- |
| 1.  | 1955 | Białystok        | Makowska (AZS Warszawa)                           | Miegoń (AZS Warszawa)                          | Będkowska (AZS Warszawa)                          |
| 2.  | 1961 |                  | Krystyna Szczepańska (Warszawianka)               |                                                |                                                   |
| 3.  | 1962 |                  | Krystyna Szczepańska (Warszawianka)               |                                                |                                                   |
| 4.  | 1963 |                  | Aleksandra Piątkowska (Warszawianka)              |                                                |                                                   |
| 5.  | 1964 |                  | Maria Stryjecka-Paszynin (AZS Kraków)             |                                                |                                                   |
| 6.  | 1965 | Łódź             | Czesława Tukiendorf (AZS AWF Warszawa)            | Krystyna Szczepańska (AZS AWF Warszawa)        | Żywilla Florkowska (AZS AWF Warszawa)             |
| 7.  | 1966 | Kraków           | Żywilla Florkowska (AZS AWF Warszawa)             | Wiesława Skowronek (Start Gdańsk)              |                                                   |
| 8.  | 1967 | Kalisz           | Żywilla Florkowska (AZS AWF Warszawa)             | Krystyna Szczepańska (AZS AWF Warszawa)        | Grażyna Bojarska (WSWF Poznań)                    |
| 9.  | 1968 | Poznań           | Grażyna Bojarska (Energetyk Poznań)               | Żywila Florkowska (AZS AWF Warszawa)           | Teresa Wesoły (AZS AWF Warszawa)                  |
| 10. | 1969 | Wrocław          | Grażyna Bojarska (Energetyk Poznań)               | Żywilla Florkowska (AZS AWF Warszawa)          | Daria Trafankowska (Energetyk Poznań)             |
| 11. | 1970 | Gdynia           | Grażyna Bojarska (Energetyk Poznań)               | Żywila Florkowska (AZS AWF Warszawa)           | Daria Trafankowska (Energetyk Poznań              |
| 12. | 1971 |                  | Dorota Trafankowska (Energetyk Poznań)            |                                                |                                                   |
| 13. | 1972 |                  | Jadwiga Hammerling (Energetyk Poznań)             | Daria Trafankowska (Energetyk Poznań)          | Hanna Anczykowska (Hutnik Warszawa)               |
| 14. | 1973 | Katowice         | Lucyna Czerwińska (Energetyk Poznań)              | Hanna Anczykowska (AZS AWF Warszawa)           | B. Piotrowska (Start Gdynia)                      |
| 15. | 1974 | Poznań           | Hanna Anczykowska (AZS Warszawa)                  | Jadwiga Hammerling (Energetyk Poznań)          | Lucyna Czerwińska (Energetyk Poznań)              |
| 16. | 1975 | Poznań           | Hanna Anczykowska (AZS Warszawa)                  | Lucyna Czerwińska (Energetyk Poznań)           | Renata Urbanik (Start Gdynia)                     |
| 17. | 1976 | Szczecin         | Anna Kłos (Sparta Szczecin)                       | Renata Urbanik (Start Gdynia)                  | Magdalena Łukaszewicz (Sparta Szczecin)           |
| 18. | 1977 | Kraków           | Renata Urbanik (Start Gdynia)                     | Jadwiga Hammerling (Energetyk Poznań)          | Sławomira Sobkowska (Energetyk Poznań)            |
| 19. | 1978 | Gdynia           | Sławomira Sobkowska (Energetyk Poznań)            | Renata Urbanik (Start Gdynia)                  | Ewa Figeland (Merinotex Toruń)                    |
| 20. | 1979 | Toruń            | Sławomira Sobkowska (Energetyk Poznań)            | Ewa Figeland (Merinotex Toruń)                 | Dorota Leonard (Pałac Młodzieży Gdynia)           |
| 21. | 1980 | Szczecin         | Anna Kłos (Sparta Szczecin)                       |                                                |                                                   |
| 22. | 1981 | Wrocław          | Dorota Leonard (Pałac Młodzieży Gdynia)           | Maria Wojciechowska (Pałac Młodzieży Gdynia)   | Ewa Figeland-Kowalak (Pomorzanin Toruń)           |
| 23. | 1982 | Olsztyn          | Ewa Figeland-Kowalak (AZS Warszawa)               | Anna Kłos-Sulima (Pogoń Szczecin)              | Renata Urbanik (Start Gdynia)                     |
| 24. | 1983 | Kraków           | Dorota Leonard-Kozłowska (Pałac Młodzieży Gdynia) | Ewa Figeland-Kowalak (AZS AWF Warszawa)        | Renata Urbanik-Siwiec (Start Gdynia)              |
| 25. | 1984 | Szczecin         | Teresa Folga (MKS Krakus Kraków)                  | Ewa Figeland-Kowalak (AZS AWF Warszawa)        | Dorota Leonard-Kozłowska (Pałac Młodzieży Gdynia) |
| 26. | 1985 | Poznań           | Teresa Folga (MKS Krakus Kraków)                  | Izabela Żurawska (Energetyk Poznań)            | Beata Janzer (Pogoń Szczecin)                     |
| 27. | 1986 | Wrocław          | Izabela Żurawska (Energetyk Poznań)               | Teresa Folga (MKS Krakus Kraków)               | Beata Janzer (Pogoń Szczecin)                     |
| 28. | 1987 | Kraków           | Teresa Folga (MKS Krakus Kraków)                  | Izabela Żurawska (Energetyk Poznań)            | Eliza Białkowska (Pocztowiec Poznań)              |
| 29. | 1988 | Jastrzębie Zdrój | Teresa Folga (MKS Krakus Kraków)                  | Eliza Białkowska (Pocztowiec Poznań)           | Izabela Żurawska (Energetyk Poznań)               |
| 30. | 1989 | Olsztyn          | Natalia Szymkiewicz (Pałac Młodzieży Gdynia)      | Eliza Białkowska (Energetyk Poznań)            | Joanna Bodak (Pałac Młodzieży Gdynia)             |
| 31. | 1990 | Olsztyn          | Joanna Bodak (Pałac Młodzieży Gdynia)             | Eliza Białkowska (Energetyk Poznań)            | Natalia Szymkiewicz (Pałac Młodzieży Szczecin)    |
| 32. | 1991 | Katowice         | Eliza Białkowska (Energetyk Poznań)               | Joanna Bodak (Pałac Młodzieży Gdynia)          | Katarzyna Skorupińska (Start Gdynia)              |
| 33. | 1992 | Wrocław          | Eliza Białkowska (Energetyk Poznań)               | Joanna Bodak (MDK Gdynia)                      | Ewa Zawalińska (Śląsk Wrocław)                    |
| 34. | 1993 | Szczecin         | Katarzyna Skorupińska (Start Gdynia)              | Krystyna Leśkiewicz (MDK Wrocław)              | Hanna Cieślik (Energetyk Poznań)                  |
| 35. | 1994 | Gdynia           | Ewa Zawalińska (GKS Hala Ludowa Wrocław)          | Krystyna Leśkiewicz (MDK Wrocław)              | Hanna Cieślik (Energetyk Poznań)                  |
| 36. | 1995 | Łódź             | Anna Kwitniewska (MDK Gdynia)                     | Krystyna Leśkiewicz (MDK Gdynia)               | Hanna Cieślik (Energetyk Poznań)                  |
| 37. | 1996 | Cetniewo         | Anna Kwitniewska (MDK Gdynia)                     | Katarzyna Skorupińska (Start Gdańsk)           | Krystyna Leśkiewicz (MDK Wrocław)                 |
| 38. | 1997 | Szczecin         | Anna Kwitniewska (MDK Gdynia)                     | Agnieszka Brandebura (Widzew Łódź)             | Krystyna Leśkiewicz (SGA SP 45 Wrocław)           |
| 39. | 1998 | Olsztyn          | Anna Kwitniewska (SGA Gdynia)                     | Agnieszka Brandebura (Widzew Łódź)             | Joanna Bobrucka (SGA Gdynia)                      |
| 40. | 1999 | Gdańsk           | Anna Kwitniewska (SGA Gdynia)                     | Agnieszka Brandebura (Widzew Łódź)             | Anna Nowak (Widzew Łódź)                          |
| 41. | 2000 | Biała Podlaska   | Anna Kwitniewska (SGA Gdynia)                     | Magdalena Markowska (Legia Warszawa)           | Aleksandra Zawistowska (SGA Gdynia)               |
| 42. | 2001 | Zabrze           | Magdalena Markowska (Legia Warszawa)              | Katarzyna Cieślak (Pałac Młodzieży Szczecin)   | Anna Nowak (Widzew Łódź)                          |
| 43. | 2002 | Szczecin         | Magdalena Markowska (Legia Warszawa)              | Katarzyna Cieślak (Pałac Młodzieży Szczecin)   | Magdalena Gienieczko (MKS Dąbrówka Pozmań)        |
| 44. | 2003 | Biała Podlaska   | Magdalena Markowska (Legia Warszawa)              | Klaudia Rynkowska (KS Energetyk Poznań)        | Magdalena Gienieczko (MKS Dąbrówka Poznań)        |
| 45. | 2004 | Biała Podlaska   | Magdalena Markowska (Legia Warszawa)              | Joanna Mitrosz (UKS Jantar Gdynia)             | Klaudia Rynkowska (Energetyk Poznań)              |
| 46. | 2005 | Wrocław          | Magdalena Markowska (Legia Warszawa)              | Joanna Mitrosz (UKS Jantar Gdynia)             | Anna Zdun (MKS Kusy Szczecin)                     |
| 47. | 2006 | Iława            | Joanna Mitrosz (UKS Jantar Gdynia)                | Anna Zdun (MKS Kusy Szczecin)                  | Aleksandra Szutenberg (SGA Gdynia)                |
| 48. | 2007 | Kraków           | Joanna Mitrosz (UKS Jantar Gdynia)                | Anna Zdun (MKS Kusy Szczecin)                  | Marta Koczkowska (UKS Jantar Gdynia)              |
| 49. | 2008 | Szczecin         | Joanna Mitrosz (UKS Jantar Gdynia)                | Angelika Paradowska (SGA Gdynia)               | Marta Koczkowska (UKS Jantar Gdynia)              |
| 50. | 2009 | Gdynia           | Joanna Mitrosz (UKS Jantar Gdynia)                | Angelika Paradowska (SGA Gdynia)               | Joanna Narolska (UKS Jantar Gdynia)               |
| 51. | 2010 | Giżycko          | Joanna Mitrosz (UKS Jantar Gdynia)                | Marta Szamałek (SGA Gdynia)                    | Angelika Paradowska (SGA Gdynia)                  |
| 52. | 2011 | Iława            | Joanna Mitrosz (UKS Jantar Gdynia)                | Anna Czarniecka (SGA Gdynia)                   | Maja Majerowska (UKS Kopernik Wrocław)            |
| 53. | 2012 | Giżycko          | Joanna Mitrosz (UKS Jantar Gdynia)                | Maja Majerowska (UKS Kopernik Wrocław)         | Marta Jasińska (UKS Jantar Gdynia)                |
| 54. | 2013 | Iława            | Anna Czarnecka (SGA Gdynia)                       | Maja Majerowska (UKS Kopernik Wrocław)         | Marta Jasińska (UKS Jantar Gdynia)                |
| 55. | 2014 | Iława            | Anna Czarniecka (SGA Gdynia)                      | Marta Kulesza (SGA Gdynia)                     | Marta Jasińska (UKS Jantar Gdynia)                |
| 56. | 2015 | Łomianki         | Anna Czarniecka (SGA Gdynia)                      | Angela Kosoulieva (SGA Gdynia)                 | Marta Kulesza (SGA Gdynia)                        |
| 57. | 2016 | Zabrze           | Angela Kosoulieva (SGA Gdynia)                    | Natalia Kozioł (SGA Gdynia)                    | Julia Wiśniewska (UKS Jantar Gdynia)              |
| 58  | 2017 | Warszawa         | Natalia Kozioł (SGA Gdynia)                       | Małgorzata Romaniuk (UKS Błękitna Szczeciun)   | Natalia Kulig (MUKS Widzew Łódź)                  |
| 59  | 2018 | Gdańsk           | Natalia Kozioł (SGA Gdynia)                       | Małgorzata Romaniuk (UKS Błękitna Szczecin)    | Natalia Kulig (MUKS Widzew Łódź)                  |
| 60  | 2019 | Giżycko          | Natalia Kozioł (SGA Gdynia)                       | Natalia Wiśniewska (UKS Jantar Gdynia)         | Wiktoria Mielec (PTG Sokół Kraków)                |
| 61  | 2020 | Warszawa         | Alicja Dobrołęcka (Legion Warszawa)               | Małgorzata Roszatycka (SGA MKS Pogoń Szczecin) | Milena Górska (UKS PM SYRENA Warszawa)            |
| 62. | 2021 | Poznań           | Małgorzata Roszatycka (SGA MKS Pogoń Szczecin)    | Laura Osada (SGA Gdynia)                       | Julia Wierzba (KSGA Legion Warszawa)              |
| 63. | 2022 | Poznań           | Małgorzata Roszatycka (SGA MKS Pogoń Szczecin)    | Emilia Heichel (Fundacja SGA Kraków)           | Emilia Komarewicz (PTG Sokół Kraków)              |
| 64. | 2023 | Kraków           | Emilia Heichel (Fundacja SGA Kraków)              | Nadia Schmidt (MKS Dąbrówka Poznań)            | Emilia Komarewicz (PTG Sokół Kraków)              |
| 65. | 2024 | Warszawa         | Liliana Lewińska (UKS Kopernik Wrocław)           | Emilia Heichel (SGA Kraków)                    | Nadia Schmidt (MKS Dąbrówka Poznań)               |